# Victory
Victory je jedanaesti studijski album njemačkog heavy metal-sastava Running Wild. Diskografska kuća GUN Records objavila ga je 10. siječnja 2000. Posljednji je album trilogije o dobru i zlu.

## Pjesme
Pjesma "Tsar" govori o ruskom caru Nikoli II.

## Popis pjesama
Tekstovi i glazba: Rock 'n'Rolf, osim gdje je navedeno drugačije. 
| 1.    | »Fall of Dorkas«                           |                             | 5:16 |
| 2.    | »When Time Runs Out«                       |                             | 5:17 |
| 3.    | »Timeriders«                               |                             | 4:24 |
| 4.    | »Into the Fire«                            |                             | 4:57 |
| 5.    | »Revolution« (obrada The Beatlesa)         | John Lennon, Paul McCartney | 2:59 |
| 6.    | »The Final Waltz« (instrumentalna skladba) | Thilo Hermann               | 1:19 |
| 7.    | »Tsar«                                     |                             | 7:08 |
| 8.    | »The Hussar«                               |                             | 4:05 |
| 9.    | »The Guardian«                             |                             | 5:09 |
| 10.   | »Return of the Gods«                       | Kasparek, Hermann           | 5:31 |
| 11.   | »Silent Killer«                            |                             | 4:45 |
| 12.   | »Victory«                                  |                             | 4:49 |
| 55:39 |                                            |                             |      |

## Zasluge
Running Wild
- Rock 'n'Rolf – vokal, gitara, produkcija
- Thilo Hermann – solo-gitara
- Thomas "Bodo" Smuszynski – bas-gitara
- Angelo Sasso – bubnjevi

Dodatni glazbenici
- Ralf Nowy – klavijature (na pjesmi "The Final Waltz")
- Matthias Liebetruth – presnimavanja hi-hata

Ostalo osoblje
- Gerhard Woelfe – snimanje, miks
- Thorsten Herbig – fotografije
- Peter Dell – grafički dizajn
- Rainer Holst – mastering
- Katharina Nowy – dodatna produkcija